# Subhumans
Subhumans (рус. Сабхью́манз) — британская анархо-панк-группа, образованная в Троубридже/Мелкшеме, графство Уилтшир, Англия, в 1980 году участниками The Stupid Humans. Год спустя к составу присоединился Дик Лукас, до этого игравший в другой местной группе The Mental.
Subhumans вошли в авангард второй волны британского панк-рока, но при этом исполняли более сложную музыку, чем большинство их единомышленников, основными влияниями называя Sex Pistols, The Damned, King Crimson и Фрэнка Заппу. В 1980—1985 годах группа (согласно Allmusic) получила признание как «одна из наиболее образованных и в музыкальном отношении подготовленных» в британском панке и заняла промежуточную позицию между The Clash и Crass.
Поддержку Subhumans на раннем этапе оказали Flux of Pink Indians (пригласив записаться на незадолго до этого образованном лейбле Spiderleg Records), после чего группа образовала собственную записывающую компанию Bluurg Records, где и продолжала выпускать пластинки. В 1985 году группа распалась (Лукас образовал — сначала Culture Shock в 1986 году, затем Citizen Fish), но в 1991 и 1998 году собиралась вновь, проводя американские и британские гастроли. Начиная с 2004 года Subhumans провели два больших турне и в сентябре 2007 года записали новый студийный альбом Internal Riot.

## Дискография

### Альбомы
- The Day the Country Died (LP, Spiderleg Records 1983)
- From the Cradle to the Grave (LP, Bluurg Records 1983)
- Worlds Apart (LP, Bluurg Records 1985)
- EP-LP (LP, перевыпуск первых 4 EP на Bluurg Records 1985)
- 29:29 Split Vision (LP, Bluurg Records 1986)
- Time Flies + Rats (Rats и Time Flies EPs, перевыпущенные в одной упаковке, Bluurg Records 1990)
- Unfinished Business (CD, ранее не выпускавшиеся, заново перезаписанные старые треки, Bluurg Records 1998)
- Live In A Dive (CD/LP, Fat Wreck Chords 2004)
- Internal Riot (CD/LP, Bluurg Records 2007)
- Crisis Point (CD/LP, Pirates Press Records 2019)

### EPs
- Demolition War (EP, Spiderleg Records 1981)
- Reasons for Existence (EP, Spiderleg Records 1982)
- Religious Wars (EP, Spiderleg Records 1982)
- Wessex 82 (EP, Bluurg Records 1982) — совместно с Pagans, Organized Chaos, A Heads
- Evolution (EP, Bluurg Records 1983)
- Time Flies But Aeroplanes Crash (Bluurg Records 1983)
- Rats (EP, Bluurg Records 1984)